# Denza Z9
Denza Z9 – elektryczny samochód osobowy klasy wyższej produkowany pod chińską marką Denza od 2024 roku.

## Historia i opis modelu

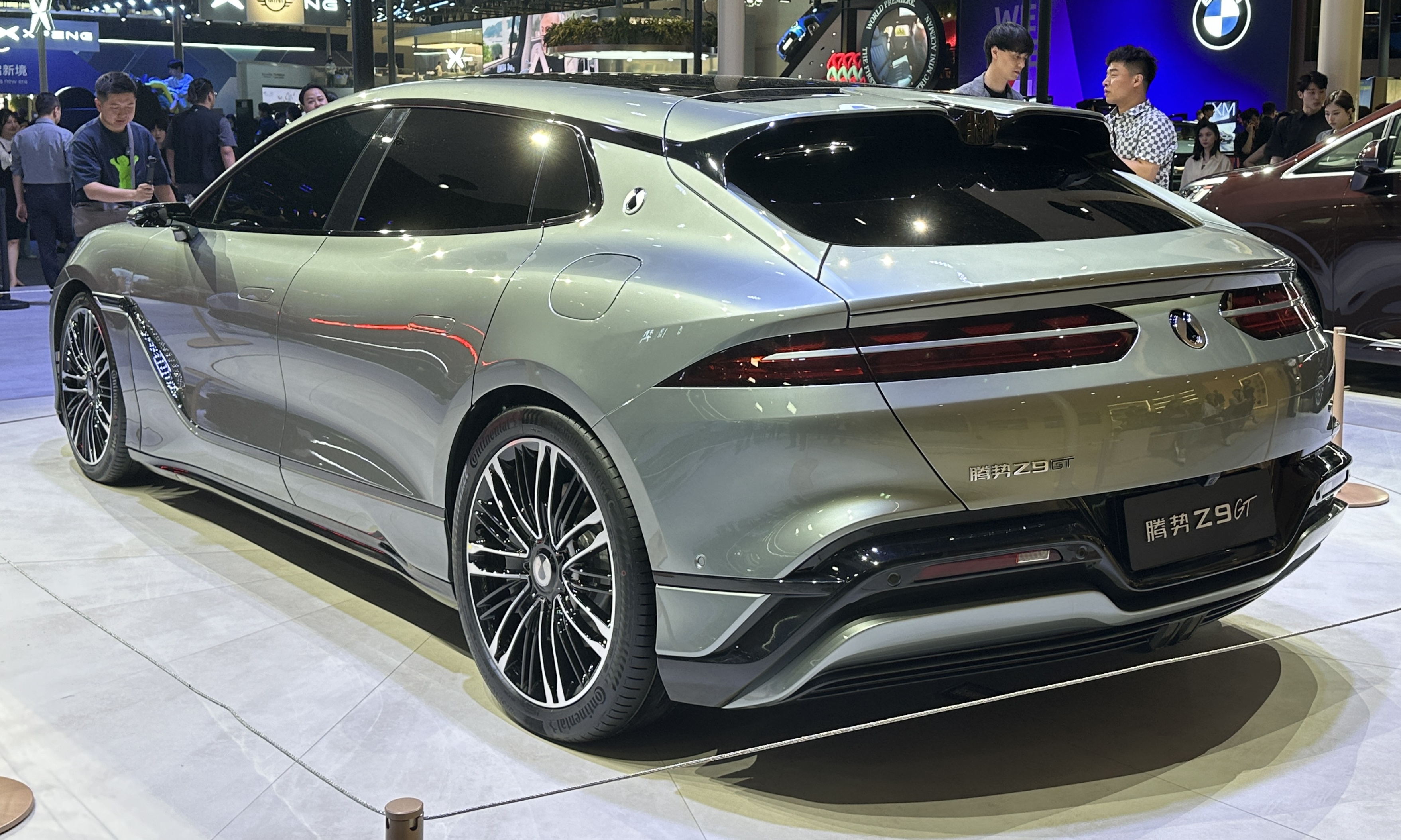
Denza Z9 GT - tył

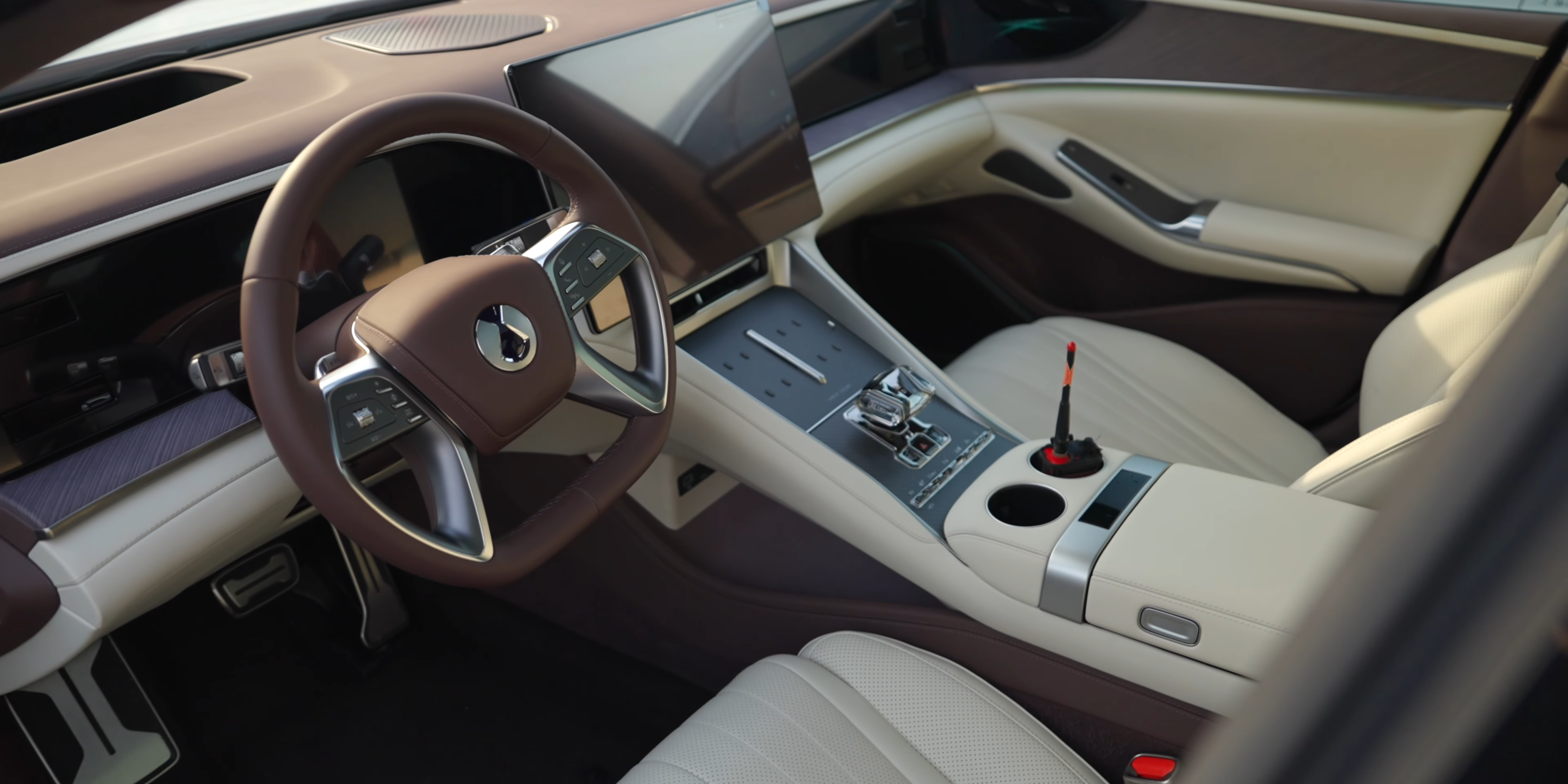
Denza Z9 GT - kokpit

W kwietniu 2024 podczas międzynarodowych targów motoryzacyjnych w Pekinie Denza przedstawiła kolejny model stanowiący element zainicjowanej przed 2 laty ofensywy produktowej. Flagowe Z9 uplasowało się na szczycie gamy, dotychczas składającej się z minivanów i SUV-ów, jako pierwszy klasyczny samochód osobowy. 
Projekt stylistyczny opracował dyrektor działu stylistów koncernu BYD Auto Wolfgang Egger, nadając Denzie Z9 charakterystyczne, smukłe proporcje. Pas przedni przyozdobiły wąskie, strzeliste reflektory z równolegle biegnącymi paskami kierunkowskazów, a u spodu zderzaka ulokowano Lidar. Dach został przeszklony, a krótko ścięty tył wyróżnił się z nisko poprowadzoną linią dachu oraz dużymi tylnymi lampami, które zyskały podłużny, szeroki kształt. Z9 powstało w dwóch wersjach nadwoziowych: w pierwszej kolejności zaprezentowano 5-drzwiowe shooting brake z sufiksem "GT", a w sierpniu dołączył do niej 4-drzwiowy sedan.
Kabina pasażerska utrzymana została w luksusowej aranżacji, z dominacją paneli wykończonych jasną skórą. Rozbudowany o uchwyty na kubki i dwie wnęki do ładowania indukcyjnego telefonu tunel środkowy poprowadzono pod kątem w kierunku minimalistycznego kokpitu, który zdominował dotykowy ekran systemu multimedialnego.

### Sprzedaż
Denza Z9 została zbudowana zarówno z myślą o rodzimym rynku chińskim, jak i europejskim. Na tym pierwszym sprzedaż uruchomiono w połowie 2024 roku, z kolei debiut w wybranych krajach Europy Zachodniej wyznaczono na początek roku 2025.

### Dane techniczne
Denza Z9 została wyposażona w pełni elektryczny układ napędowy, z trzema jednostkami: jedną przy przedniej osi o mocy 308 KM i dwiema przy osi tylnej po 322 KM każda. Łącznie samochód rozwinął 952 KM mocy, rozpędzając się maksymalnie do 240 km/h.